# Revolta do Xandoca
A Revolta do Xandoca foi um conflito entre coronéis pelo controle do governo do Espírito Santo de 26 de maio a 29 de junho de 1916. O professor Alexandre Calmon ("Xandoca") estabeleceu um governo paralelo em Colatina, interior do Estado, contestando a eleição de Bernardino de Sousa Monteiro, sucessor do presidente estadual Marcondes de Souza. A oposição era ligada ao presidente Venceslau Brás e a situação a Francisco Sales, ambos importantes líderes mineiros. Cada município dividiu-se entre oposicionistas e situacionistas e a polícia de Marcondes de Souza enfrentou jagunços de Calmon, causando ao menos 22 mortos. A crise foi debatida no Congresso Nacional e o líder da maior bancada, Antônio Carlos de Andrada, do Partido Republicano Mineiro de Sales, conseguiu um desfecho favorável aos monteiristas. Os envolvidos foram anistiados. A oligarquia Sousa Monteiro permaneceu a mais influente em Vitória até a Revolução de 1930.

### Citações
1. ↑  Bou-Habib Filho, Namy Chequer (9 de julho de 2016). O centenário da Revolta do Xandoca, que levou a capital do Estado para Colatina. A Gazeta. Consultado em 9 de janeiro de 2021.
2. ↑  Silva, Rafael (23 de maio de 2020). Em guerra civil, ES teve dezenas de mortos e duas capitais. A Gazeta. Consultado em 9 de janeiro de 2021.
3. ↑  Dutra, Paulo César (30 de dezembro de 2020). A Vila de Colatina, emancipação e a revolta do Xandoca. Diário Digital Capixaba. Consultado em 9 de janeiro de 2021.
4. ↑  Donato 1987, p. 171.